# Kolešovice (zámek)
Zámek v Kolešovicích je šlechtické sídlo složené ze dvou stavebních etap, staré a nové části. Nový zámek je pseudorenesanční budova. Objekt v obci Kolešovice na Rakovnicku slouží od roku 1954 jako domov pro seniory. Celý objekt je chráněn jako kulturní památka.

## Historie

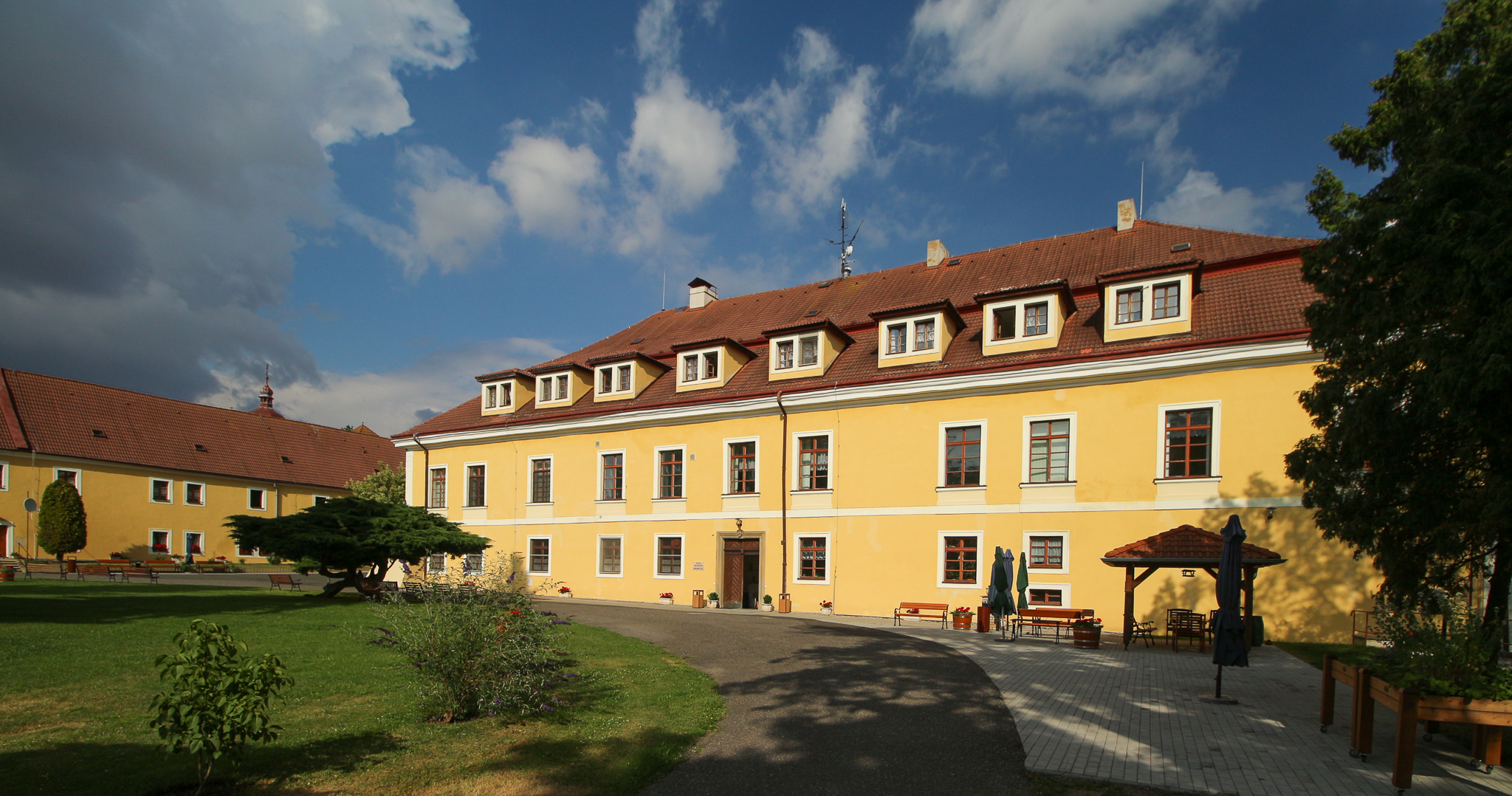
V popředí nová zámecká budova, vlevo starý zámek

### Starý zámek
Starý kolešovický zámek vznikl zřejmě v roce 1724 přestavbou staré poměrně rozsáhlé jednopatrové tvrze se šindelovou střechou, zničenou požárem. Nechal ho postavit císařský důstojník Jiří Olivier hrabě Wallis z Carringhmainu, z rodu Wallisů původem z Irska, jenž zdejší panství vlastnil od roku 1719. Většina použitého stavebního materiálu pochází z pískovcového lomu v nedalekých Přílepích.
Jeho syn Štěpán později vedle starého zámku nechal postavit nový zámek. Po dokončení nové zámecké budovy, sloužil starý zámek pro účely bydlení a sídlo kanceláří a dílen. Také v současné době jsou zde kanceláře zdejšího domu pro seniory.

### Nový zámek
Nový zámek postavený zřejmě v polovině 18. století je výrazně velkorysejší a honosnější než původní budova. Nový zámek se od starého zámku také vnitřní výzdobou, uměleckou výzdobou s mytologickými motivy a bohatým zařízením zámku, renesančního a barokního nábytku, předmětů porcelánu a skla, sbírka rytin a obrazů, zejména italských mistrů.
Jednopatrová budova nového zámku s dvojitou střechou se nachází v bezprostřední blízkosti starého zámku, s nímž vytváří uzavřené nádvoří v pravém úhlu. 
V roce 1953 proběhla přestavba objektu, při které bylo přistavěno druhé mansardové patro a dvojitá střecha zůstala zachována.

## Současnost
Budovy starého i nového kolešovického zámku jsou dnes součástí areálu domova důchodců. Stojí uprostřed obce, na návsi jen kousek od kostela. V okolí zámku je volně přístupný rozsáhlý, ale spíše neudržovaný anglický park s rybníkem.